# Karina Kraushaar
Karina Kraushaar (* 9. April 1971 in Eilenburg, damals Kreis Eilenburg, Bezirk Leipzig, DDR; † 5. März 2015 in Hamburg) war eine deutsche Fernsehschauspielerin. Sie war unter anderem durch Rollen in den Fernsehserien Die Rettungsflieger, Hallo Robbie! und Alphateam bekannt.

## Leben
Im Jahr 1992 begann die ausgebildete Krankenschwester Karina Kraushaar eine Karriere als Fotomodell. Fünf Jahre später lernte sie Schauspiel und Sprechtechnik an der Stage School Hamburg sowie bei Hermann Killmeyer und Marianne Bernhardt.
Ab 1997 war sie in diversen Fernsehrollen präsent: In Alphateam – Die Lebensretter im OP wirkte sie ebenso mit wie in Der Bulle von Tölz, in Stubbe – Von Fall zu Fall sowie in Klinik unter Palmen, Alarm für Cobra 11 – Die Autobahnpolizei und in der Rosamunde-Pilcher-Verfilmung Blumen im Regen. In der ZDF-Serie Hallo Robbie! spielte sie von 2002 bis 2007 die Rolle der Carla Dux. Außerdem moderierte sie in der Fernsehshow Love Stories.
In den Ausgaben des Playboy von Februar 2000 und Mai 2007 erschienen Aktfotos von Kraushaar. Nach ihrer Fernsehkarriere  arbeitete sie als Kunstmalerin in ihrer Wohnung in Hamburg. Sie schuf meist großformatige Ölbilder in impressionistischer und expressionistischer Bildsprache.
Karina Kraushaar wurde am 5. März 2015 bewusstlos in ihrer Wohnung im Hamburger Stadtteil Eppendorf  aufgefunden und starb am selben Tag im Universitätsklinikum Hamburg-Eppendorf einige Wochen vor ihrem 44. Geburtstag an multiplem Organversagen. Sie wurde auf hoher See bestattet.

## Filmografie
- 1997: First Love – Die große Liebe (Fernsehserie, Folge In flagranti)
- 1997: Buddies – Leben auf der Überholspur (Fernsehfilm)
- 1998: Alphateam – Die Lebensretter im OP (Fernsehserie, 13 Folgen)
- 1999: Der Bulle von Tölz: Ein Orden für den Mörder
- 1999: Todsünden – Die zwei Gesichter einer Frau (Fernsehfilm)
- 1999: Gegen den Wind

(Fernsehserie, eine Folge)
- 2000: In aller Freundschaft (Fernsehserie, Folge Stunden der Angst)
- 2000: Streit um drei (Fernsehserie, eine Folge)
- 2000: Stubbe – Von Fall zu Fall – Tod des Models (Fernsehreihe)
- 2000–2004: Die Rettungsflieger (Fernsehserie, 17 Folgen)
- 2001: SOKO Leipzig (Fernsehserie, Folge Abschied für immer)
- 2001: Rosamunde Pilcher: Blumen im Regen (Fernsehfilm)
- 2001: Unser Charly (Fernsehserie, Folge Charly und Robbie)
- 2002: Klinik unter Palmen (Fernsehreihe, drei Folgen)
- 2002: Alarm für Cobra 11 – Die Autobahnpolizei (Fernsehserie, Folge Der perfekte Mord)
- 2002–2007: Hallo Robbie! (Fernsehserie, 52 Folgen)
- 2003: Zusammengezählt wird am Ende (Kurzfilm)
- 2005: Edel & Starck (Fernsehserie, Folge Die Venusfalle)